# Saxifraga arguellesii
Saxifraga arguellesii är en stenbräckeväxtart som beskrevs av Helmut Carlón, J.M.González, M.Laínz, Moreno Mor., Rodr.Berd.ó.Sá. Saxifraga arguellesii ingår i Bräckesläktet som ingår i familjen stenbräckeväxter. Inga underarter finns listade i Catalogue of Life.